# Stefan Ackermans
Stefan Ackermans (Ninove, 26 juni 1970) is een Vlaamse radio- en televisiepresentator. Hij presenteerde bijna 10 jaar lang De Afrekening op Studio Brussel en is medeoprichter van 4FM en Life!tv. Hij presenteerde op BRTN TV2, Vier, TV Brussel en Nostalgie. Sinds eind 2019 is hij presentator en programmamaker bij de nationale televisiezender TV Plus. Sinds 1 mei 2021 is hij ook presentatiecoach van alle schermgezichten en stemmen van de VRT. Vanaf 2023 is hij radiopresentator bij De Tijdloze van de VRT.

## Opleiding
Stefan Ackermans behaalde een Master in de Communicatiewetenschappen aan de Vrije Universiteit van Brussel in 1993.

## Radio
Op 19-jarige leeftijd (1 april 1990) ging hij aan de slag bij Studio Brussel. Hij presenteerde er bijna 10 jaar lang De Afrekening. In de jaren 90 nam hij de presentatie over van Teknoville op Studio Brussel, het eerste specifieke danceprogramma op de openbare omroep onder leiding van Rudy Victor Ackaert (Culture Club). In 1999 richtte hij samen met Wim Weetjens, Jan Caerts en Dirk Guldemont 4FM op. Een jaar later behaalden ze samen met Q-music een nationale commerciële radiolicentie. 4FM werd in 2005 verkocht aan het mediabedrijf Talpa Media van John de Mol jr.. Van 2008 tot 2018 presenteerde hij op Nostalgie, waar hij o.a. het ochtendprogramma "De Goeie Morgen" voor zijn rekening nam. Vanaf 2023 is hij radiopresentator bij De Tijdloze van de VRT.

## Televisie
In 1993 begon Ackermans voor televisie te werken bij de start van TV Brussel. Hij presenteerde er samen met Frithjof Struye twee jaar lang het jongerenmagazine Con Brio. In 1995 en 1996 werd hij presentator en redacteur van het jongerenmagazine Prettig Gestoord op de toenmalige BRTN TV2 (VRT). In 1996 maakte hij de overstap naar de commerciële zender VT4 (SBS). Hij werd er presentator en programmamaker van onder andere Kassa Kassa, Casino Royale, Te land, ter zee en in de lucht en De Alfabetshow. In 2005 richtte hij samen met Wim Weetjens de nationale televisiezender Life!tv op. Hij presenteert op Life!tv ook programma's, zoals Het Laatste Uur. Elke week ontvangt Ackermans een icoon van de Vlaamse culturele en politieke geschiedschrijving op de bovenverdieping van de Boerentoren in Antwerpen. Achtergrondthema is een persoonlijke retrospectieve over levenservaringen en eigen sleutelmomenten in het leven van de gast.
Eind 2019 begon hij bij TV Plus voor het eindejaarsprogramma De Winterse 70. Vanaf 2020 presenteert hij er het programma De Platenkast.